# Neutral-Null-Methode
Die Neutral-Null-Methode (NNM, Nulldurchgangsmethode) ist ein standardisierter orthopädischer Bewertungs- und Dokumentationsindex für die Beweglichkeit von Gelenken. Sie wird als Code ausgedrückt, der das Bewegungsausmaß eines Gelenks in Winkelgraden um eine bestimmte Achse wiedergibt. Auf diese Weise ist die Beweglichkeit eindeutig nachvollziehbar und in Befunden und Briefen dokumentierbar. Anhand von bekannten Normwerten kann eine Bewegungseinschränkung somit bewertet und als eine Grundlage für die gutachterliche Stellungnahme eingesetzt werden (siehe auch Anatomische Lage- und Richtungsbezeichnungen).

Darstellung der menschlichen anatomischen Ebenen

## Bewegungsausmaß
Die Bewegungsfreiheit wird als maximale Auslenkung des Gelenkes aus der Neutralstellung in Winkelgraden angegeben, wobei die Neutralstellung mit 0° bezeichnet wird. Ausgangslage ist die „Neutrale Position“:

Der Mensch steht aufrecht, die Arme sind nach unten hängend entspannt, die Daumen nach vorn gerichtet und die Füße stehen parallel. Das bedeutet in der Regel, dass die Ellbogen und Kniegelenke nicht komplett gestreckt sind, sondern ganz leicht gebeugt. Die anliegenden Winkel werden als Null-Stellung definiert. Diese Neutralnullstellung entspricht weitestgehend der anatomischen Nullstellung (anatomische Normalposition), bei welcher die Handflächen allerdings nach vorne zeigen.
Zur Beschreibung der Beweglichkeit muss vorab angegeben werden, in welche Richtungen getestet wird. Seitens der deutschen gesetzlichen Unfallversicherung hat es sich etabliert, als ersten Winkel die Auslenkung in körperferne Richtung (Streckung (Extension), Auswärtsbewegung (Abduktion) oder Auswärtsdrehung (Außenrotation, Supination) usw.) anzugeben. Der zweite Winkel lautet im Normalfall 0° (=Neutralstellung), der dritte Winkel beschreibt die Auslenkung in die körpernahe Richtung (Beugung (Flexion), Einwärtsbewegung (Adduktion) oder Einwärtsdrehung (Innenrotation, Pronation)). Es existiert aber kein verbindlicher Standard, so dass das Bewegungsausmaß auch andersherum angegeben werden kann, also z. B. Beugung/Streckung statt Streckung/Beugung, mit entsprechend umgekehrter Reihung der Winkelgrade – wodurch sich an der eigentlichen Aussage nichts ändert.
Der normale, ungestörte Bewegungsumfang des Ellbogengelenks beträgt in Streckung/Beugung 10°-0°-150°. Das Gradzeichen wird in der Regel nicht angeführt.

Das bedeutet, dass sich der Arm
1. aus der Null-Stellung noch 10 Grad strecken lässt (Extension),
2. in die physiologische Nullstellung gehen kann,
3. und bis zu einem Winkel von 150 Grad beugen lässt (Flexion).

Bei Gelenken mit mehreren Freiheitsgraden wird für jede Achse ein Datensatz angegeben. Für das Hüftgelenk lauten die Normalwerte also:
- Streckung/Beugung: 10-0-120
- Abspreizen/Anführen: 45-0-30
- Aussendrehung/Innendrehung: 50-0-40

## Sonderfälle
Kann die Neutralstellung des Gelenks z. B. aufgrund einer Schädigung nicht erreicht bzw. während der Gesamtbewegung nicht durchschritten werden, erscheint der Wert 0 nicht mehr in der Mitte, sondern an der Seite, wo das Defizit besteht.
Ein typisches Beispiel ist die Bewegungseinschränkung im Ellenbogengelenk nach einer Fraktur mit Gelenkbeteiligung. Ist hier die maximale Beugung bei 100° eingeschränkt, die Streckung aber nur bis 30° Beugestellung möglich, also mit Streckdefizit 30°, lautet der Befund: Streckung/Beugung 0-30-100.
Im Fall eines Spitzfußes, bei dem die Neutralstellung (= 0°) von 90° zwischen Unterschenkelachse und Fußachse nicht erreicht wird, lautet der Befund beispielsweise Dorsalextension/Plantarflexion 0-15-30 und beschreibt ein Defizit / einen Spitzfuß von 15°. Der Fuß steht durchweg in Beugestellung (Plantarflexion). Man beachte, dass die Bewegung des Fußes nach oben (also Richtung Kopf) als Streckung (Dorsalextension) und die Bewegung nach unten (also zum Boden) als Beugung (Plantarflexion) definiert sind.
Im Falle einer Ankylose mit fixierter Gelenkstellung oder nach einer Arthrodese (operative Gelenkversteifung) z. B. in 20° Beugestellung heißt der Befund Beugung/Streckung 20/20/0 – das entspricht einem Bewegungsausmaß von 0° und einem Streckdefizit von 20°.

## Dokumentation
Zur Dokumentation der erhobenen Befunden existieren im Bereich der deutschen Gesetzlichen Unfallversicherung standardisierte Messblätter für die oberen und unteren Extremitäten. Diese Messblätter enthalten die Normwerte der Bewegungsausmaße aller Gelenke und verdeutlichen die Systematik der Befunddokumentation. Sie werden in Deutschland außer im Bereich der GUV auch für private Unfallversicherungen und andere, beispielsweise sozialgerichtliche Begutachtungen eingesetzt.
Für eine statistische Auswertung lassen sich die Angaben in der Form der Neutralnullmethode nicht nutzen, vielmehr muss dann derart umgeformt werden, dass nur zwei Angaben für die beiden Bewegungsrichtungen verbleiben, also statt Beugung/Streckung 150/0/10 lassen sich als Variablen nur Beugung = 150 und Streckung = 10 verarbeiten. Kann die Neutralstellung nicht erreicht werden, ist die entsprechende Variable negativ, also statt Beugung/Streckung 100/30/0 lauten die Variablen Beugung = 100 und Streckung = −30, was dem Streckdefizit entspricht. Hieraus lässt sich auch sehr einfach das Bewegungsausmaß (Range of motion ROM) als Addition der beiden Variablen berechnen – entsprechend 160° im ersten und 70° im zweiten Beispiel. Dieses System und v. a. das Bewegungsausmaß (ROM) werden außerhalb des deutschsprachigen Raums weit verbreitet angewandt, die Neutralnullmethode ist weitgehend unbekannt.
Neben der Messung der passiven Beweglichkeit im Rahmen von Gutachten sind für die klinische Untersuchung die Messung der aktiven und der aktiv-assistierten Bewegungsausmaße von großer Bedeutung, da sie das tatsächlich im Alltag einsetzbare Bewegungsausmaß bestimmen. Im Rahmen der Spastik kann außerdem zwischen dem Bewegungsausmaß bei der passiven langsamen Bewegung und der passiven schnellen Bewegung unterschieden werden, was dem Umfang der durch die Spastik eingeschränkten Bewegung entspricht, da bei schneller Bewegung die spastischen Muskeln wesentlich früher kontrahieren und damit das alltagsrelevante Bewegungsausmaß reduzieren.